# Эскюде, Жюльен
Жюлье́н Режи́с Поль Эскюде́ (фр. Julien Régis Paul Escudé; род. 17 августа 1979, Шартр) — французский футболист, защитник.

## Карьера

### В клубах
Жюльен Эскюде начал свою футбольную карьеру в молодёжной команде клуба «По» из одноимённого города. С 1997 по 1998 год Эскюде выступал за второй состав клуба «Канн», и лишь в 1998 подписал свой первый профессиональный контракт. В чемпионате Франции второго дивизиона сезона 1998/1999 Жюльен сыграл 21 матч и забил 1 гол, а его клуб занял 12-е место. В 1999 году Эскюде перешёл в клуб «Ренн». В составе «Ренна» Жюльен провёл четыре сезона, отыграв 111 матчей.
17 июля 2003 года Жюльен подписал контракт с нидерландским «Аяксом» из Амстердама, тем самым став единственным французом за всю историю «Аякса». В своём первом же сезоне Жюльен стал основным игроком обороны клуба, в чемпионате Нидерландов сезона 2003/2004 Эскюде провёл 31 матч, а также стал чемпионом Нидерландов. В сезоне 2004/2005 Эскюде отметился 5 голами в 28 матчах, при этом Эскюде заканчивал сезон в качестве капитана клуба, а «Аякс» занял второе место в чемпионате.
Сезон 2005/2006 начался для Эскюде отлично, Жюльен впервые в качестве капитана поднял над собой выигранный трофей суперкубок Нидерландов. Однако после проигранного домашнего матча 28 августа 2005 года против «Фейеноорда», Жюльен подвергся критика со стороны главного тренера Данни Блинда, которой по недоумению многих не дал больше Эскюде шанса выйти в основном составе. В январе 2006 год Эскюде покинул «Аякс» и перешёл в испанскую «Севилью». Спустя несколько месяцев,
10 мая 2006 год Эскюде выиграл с «Севильей» кубок УЕФА, обыграв в финальном матче английский «Мидлсбро» со счётом 4:0, Эскюде в финальном матче отыграл все 90 минут.
В том же году Эскюде выиграл и суперкубок Европы, за престижный трофей «Севилья» встретилась с победителем Лиги Чемпионов сезона 2005/2006 испанской «Барселоной», «Севилья» одержала уверенную победу со счётом 3:0. В 2007 году Жюльен стал обладателем кубка и суперкубка Испании, а также Эскюде стал обладателем второго подряд кубка УЕФА сезона 2006/2007. В борьбе за суперкубок Европы «Севилья» встретилась с итальянским «Миланом», для Эскюде как и для всей его команды матч носил траурный оттенок, так за 5 дней до начала матча скончался от сердечного приступа защитник «Севильи» Антонио Пуэрта. Перед матчем была проведена минута молчания, «Севилья» хоть и открыв счёт в матче проиграла в итоге 3:1, Жюльен был заменён на 83 минуте матча. В том же сезоне Жюльен продлили контракт с клубом до 2009 года.
В чемпионате Испании сезона 2007/2008 Эскюде сыграл всего 16 матчей, а в конце сезона Жюльен получил травму паховых колец, после которой ему потребовалась операция. В начале сезона 2008/2009 Эскюде вышел в трёх матчах чемпионат Испании сезона 2008/2009.

### В сборной
В национальной сборной Франции Жюльен Эскюде дебютировал 11 октября 2006 года против сборной Фарерских островов. В 2008 году Эскюде попал в расширенный список кандидатов в сборную Франции на чемпионат Европы 2008, но из-за травмы не смог поехать на турнир.

## Достижения
- Чемпион Нидерландов: 2004
- Обладатель Суперкубка Нидерландов: 2005
- Обладатель Кубка УЕФА: 2006, 2007
- Обладатель Суперкубка Европы: 2006
- Обладатель Кубка Испании: 2007, 2010
- Обладатель Суперкубка Испании: 2007

## Личная жизнь
Отец — Поль Эскюде (1950—1998, футболист), брат — Николя Эскюде (род. 1976, теннисист).